# Євстюхіна Надія Олександрівна
Надія Олександрівна Євстюхіна  (рос. Надежда Александровна Евстюхина, 27 травня 1988) — російська важкоатлетка.

## Виступи на Олімпіадах
| Олімпіада  | Дисципліна | Місце                     |
| ---------- | ---------- | ------------------------- |
| Пекін 2008 | до 75 кг   | ( Бронза) дискваліфікація |

У серпні 2015 року розпочалися повторні аналізи на виявлення допінгу зі збережених зразків з Олімпійських ігор у Пекіні 2008 року та Лондоні 2012 року.
Перевірка зразків Євстюхіної з Пекіна 2008 року призвела до позитивного результату на заборонену речовину дегідрохлорметилтестостерон (туринабол) та EPO. Рішенням дисциплінарної комісії Міжнародного олімпійського комітету від 17 листопада 2016 року в числі інших 16 спортсменів вона була дискваліфікована з Олімпійських ігор в Пекіні 2008 року і позбавлена бронзової олімпійської медалі.